# سونيا جراف
سونيا جراف (بالألمانية: Sonja Graf)‏ هي لاعبة شطرنج ألمانية، ولدت في 16 ديسمبر 1908 في ميونخ في ألمانيا، وتوفيت في 6 مارس 1965 في نيويورك في الولايات المتحدة بسبب مرض الكبد.

## وصلات خارجية
- سونيا جراف على موقع مباريات الشطرنج (الإنجليزية)
- سونيا جراف على موقع 365Chess.com (الإنجليزية)
- سونيا جراف على موقع Chesstempo.com (الإنجليزية)